# Aspicolpus carinator
Aspicolpus carinator är en stekelart som först beskrevs av Christian Gottfried Daniel Nees von Esenbeck 1812.  Aspicolpus carinator ingår i släktet Aspicolpus och familjen bracksteklar. Arten är reproducerande i Sverige. Inga underarter finns listade.